# Championnat arabe des clubs champions féminin de handball
 (septembre 2022).
Si vous disposez d'ouvrages ou d'articles de référence ou si vous connaissez des sites web de qualité traitant du thème abordé ici, merci de compléter l'article en donnant les références utiles à sa vérifiabilité et en les liant à la section « Notes et références ».
Le Championnat arabe des clubs champions féminin de handball est une compétition sportive qui réunit les clubs féminins arabes ayant remporté le championnat de leurs pays. Mais des clubs qui ne sont pas champions peuvent parfois aussi participer à la compétition.
Après deux premières éditions en 1997 et 1998, la compétition est à nouveau disputée depuis 2019.

## Palmarès
| Édition | Année | Lieu               | Vainqueur     | Score   | Deuxième      | Troisième       |
| ------- | ----- | ------------------ | ------------- | ------- | ------------- | --------------- |
| 1       | 1997  | Sousse (Tunisie)   | MC Alger      | TTR     | ASF Sahel     | Smouha SC       |
| 2       | 1998  | Amman (Jordanie)   | MC Alger      | TTR     | ASF Sahel     | ?               |
| 3       | 2019  | Amman (Jordanie)   | MC Alger      | TTR     | Hartha Club   | Amman SC        |
| 4       | 2021  | Hammamet (Tunisie) | Club africain | 26 – 21 | HBC El-Biar   | Ezzahra Sports  |
| 5       | 2022  | Hammamet (Tunisie) | CSF Moknine   | 34 – 24 | ASF Mahdia    | CNF Boumerdès   |
| 6       | 2023  | Mahdia (Tunisie)   | HBC El-Biar   | 23 – 16 | Club africain | Al-Ahli Djeddah |

## Résultats détaillés

### Édition 1997
La 1re édition du championnat arabe des clubs champions s’est déroulée du 9 au 15 septembre 1997 à Sousse (Tunisie). Cinq clubs ont participé à ce premier championnat arabe.
Parmi les résultats, on trouve :
- 1re journée, mardi 9 septembre 1997
  -  ASF Sahel et  Smouha SC 29-29
- 2e journée, mercredi 10 septembre 1997
  -  MC Alger bat  ES Rejiche 26 à 15
  -  ASF Sahel bat  Nadit Alger 22-16
- 3e journée, jeudi 11 septembre 1997
  -  MC Alger bat  Smouha SC 31-26
  -  Nadit Alger bat  ES Rejiche 23-18
- 4e journée, samedi 13 septembre 1997
  -  Smouha SC bat  Nadit Alger 24-21
  -  ASF Sahel bat  ES Rejiche ? à ?
- dimanche 14 septembre 1997
  -  MC Alger bat  Nadit Alger 23-17
- match reprogrammé de la 1re journée à la suite du forfait du club égyptien el-Ahly Masr, dimanche 14 septembre 1997
  -  Smouha SC bat  ES Rejiche ? à ?
- 5e journée, lundi 15 septembre 1997
  -  ASF Sahel et  MC Alger 22-22

Le classement final est :
|   | Équipe      | Pts | J | G | N | P | Bp  | Bc | Diff |
| - | ----------- | --- | - | - | - | - | --- | -- | ---- |
| 1 | MC Alger    | 7   | 4 | 3 | 1 | 0 | 102 | 80 | 22   |
| 2 | ASF Sahel   | 6   | 4 | 2 | 2 | 0 | 00  | 00 |      |
| 3 | Smouha SC   | 5   | 4 | 2 | 1 | 1 | 00  | 00 |      |
| 4 | Nadit Alger | 2   | 4 | 1 | 0 | 3 | 77  | 87 | -10  |
| 5 | ES Rejiche  | 0   | 4 | 0 | 0 | 4 | 00  | 00 |      |

L'effectif du MC Alger était : Nabila Chibani, Meriéme Kali, Nassima Oulamra, Souhila Abdi, Feriel Choukri, Karima Touzine, Lamia Izem, Wafa Mekaici, Sara Bouhaddouf, Soraya Ahdjoudj, Nadjia Attafene, Abla Hali, Naima Kamel, Rania Ghanem, Nacera Kouati, Sihem Abed. Entraineur : Kamel Ouchia. DTS : Djaffar Belhocine. 
Sources
- (fr) Le Matin (journal algérien) des 10, 11 et 17 septembre 1997, pages sportives
- La Nouvelle République n°229 du mercredi 4 novembre 1998 p. 18, n°231 du samedi 7 novembre 1998 p. 18.

### Édition 1998
La 2e édition du championnat arabe des clubs champions s’est déroulée du 5 au 11 novembre 1998 à Amman (Jordanie).
Sept clubs ont participé à la compétition : Hartha Club et Orthodoxie (Jordanie), ASF Sahel (Tunisie) , MC Alger (Algérie), Al-Ittihad (Syrie) , Al Ahly SC du Caire et Smouha SC (Égypte).
Parmi les résultats, on trouve :
- match d'ouverture :  ASF Sahel bat  Al-Ittihad 36-12
- 1re journée, jeudi 5 novembre 1998 :  MC Alger bat  Hartha Club 38-08
- MC Alger bat  Orthodoxie 35-15
- 4e journée, dimanche 8 novembre 1998 :
  -  MC Alger bat  Al Ahly SC 31-14
  -  ASF Sahel bat  Hartha Club 37-13
- 5e journée, lundi 9 novembre 1998 :  MC Alger bat  Al-Ittihad 37-10
- mardi 10 novembre 1998 :  MC Alger et  ASF Sahel 21-21
- mercredi 11 novembre 1998 :  MC Alger bat  Smouha SC 29-22

Le MC Alger et l'ASF Sahel terminent tous les deux avec 11 points et c'est le club algérois qui est déclaré vainqueur à la différence de but (+101 pour le MC Alger avec 191 but marqués et 90 buts encaissés).
L'effectif du MC Alger était : Meriéme Kali, Nassima Oulamra, Souhila Abdi, Feriel Choukri, Karima Touzine, Lamia Izem, Wafa Mekaici, Sara Bouhaddouf, Soraya Ahdjoudj, Nadjia Attafene, Abla Hali, Naima Kamel, Rania Ghanem, Nacera Kouati, Sihem Abed. Entraineur : Kamel Ouchia.
Sources
- La Nouvelle République n°229 du mercredi 4 novembre 1998 p. 18, n°231 du samedi 7 novembre 1998 p. 18, n°236 du jeudi 12 novembre 1998 p. 19 et n°239 du lundi 16 novembre 1998 p. 18.
- Al-Raï (quotidien arabophone d'Oran) n°157 du samedi 7 novembre 1998 p. 24, n°159 du lundi 9 novembre 1998 p. 23 et n°160 du mardi 10 novembre 1998 p. 24.
- Sawt Al Ahrar n°215 du lundi 9 novembre 1998 p. 24 et n°218 du jeudi 12 novembre 1998 p. 1.
- El-Alam Es-Siyassi n° 690 du mardi 10 novembre 1998 p. 16.